# Прапор Лесото
Прапор Лесото — один з офіційних символів держави Лесото. Прийнятий 5 жовтня 2006. Перший прапор існував з 4 жовтня 1966 року — дня здобуття незалежності Лесото. Другий прапор був прийнятий після військового перевороту з 15 січня 1987 року, як прапор народу басуто.

## Конструкція прапора
|                     |
| Конструкція прапора |